# 閃電狼
閃電狼，為台灣的一支電子競技職業隊，母企業是網銀國際。最初發跡於「台灣電子競技聯盟」，成軍時隊名為7-ELEVEN鋼鐵人（英語：7-ELEVEN IRONMEN），亦稱「7-ELEVEn鋼鐵人」、「7-11鋼鐵人」，與「戲谷光速」（後改名為桃園噴射機）在2009年加入台灣電子競技聯盟。7-ELEVEN鋼鐵人是由統一超商掛名贊助，在2010-11年職業聯賽結束後，由樂陞科技接手，並合併原桃園噴射機的SF與跑跑卡丁車團隊，隊名改名為樂陞鋼鐵人。電競六年，轉由網銀國際接手經營，改名為yoe鋼鐵人。電競七年因網銀國際執行長陳昀粮先生表示未來以國際電子競技賽事為目標，改名為yoe閃電狼，2015年中再更名為閃電狼，但隊伍此次改名一樣由網銀國際經營。

## 電競隊變遷
| 隊名           | 英文隊名              | 贊助商   | 存續年度       |
| -------------- | --------------------- | -------- | -------------- |
| 7-ELEVEN鋼鐵人 | 7-ELEVEN IRONMAN      | 統一超商 | 2009年－2011年 |
| 樂陞鋼鐵人     | XPEC IRONMEN          | 樂陞科技 | 2011年－2012年 |
| Yoe鋼鐵人      | Yoe IRONMEN           | 網銀國際 | 2012年－2013年 |

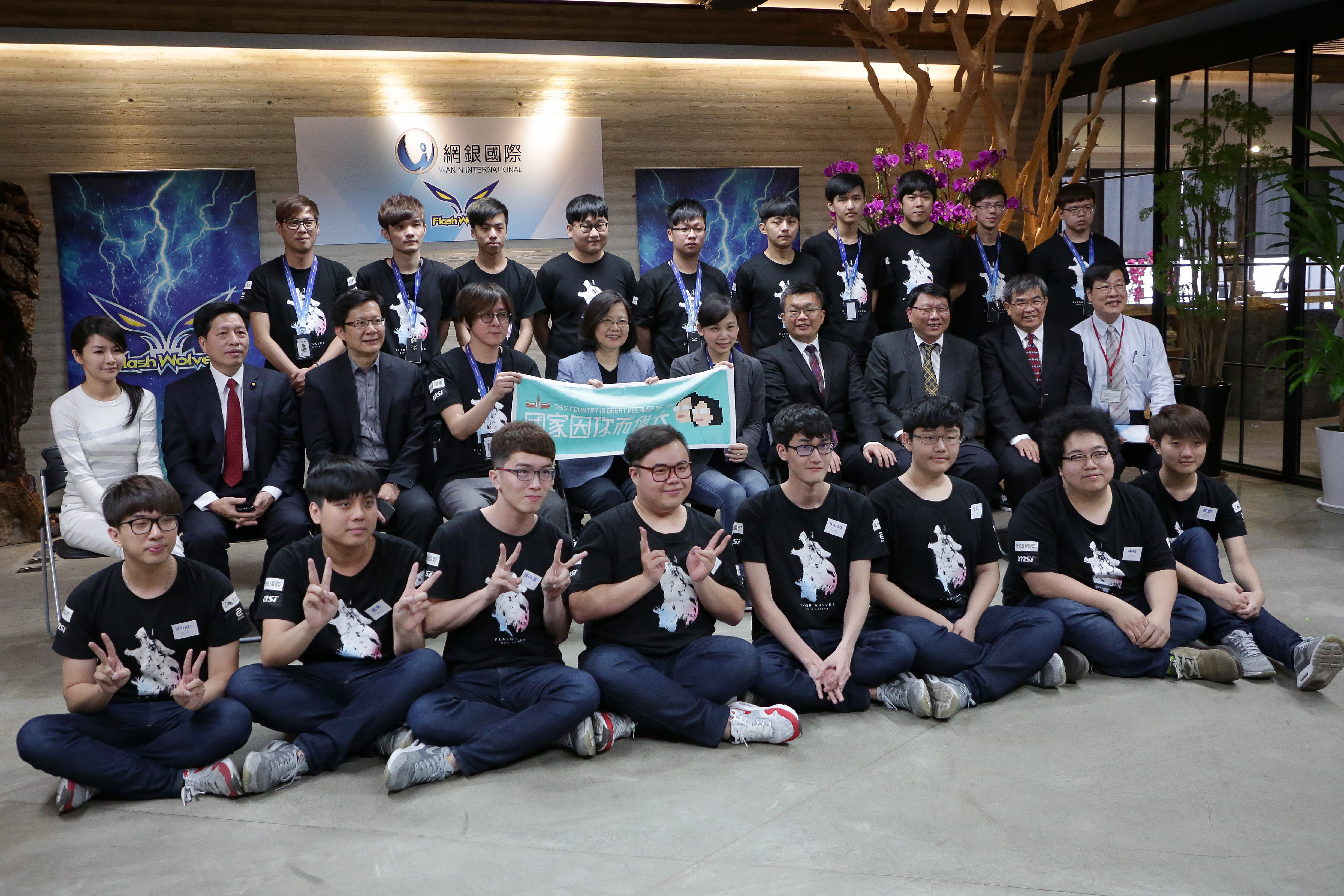

| Yoe閃電狼      | Yoe Flash Wolves      | 網銀國際 | 2013年－2015年 |
| 台中閃電狼     | Taichung Flash Wolves | 網銀國際 | 2015年－2016年 |
| 閃電狼         | Flash Wolves          | 網銀國際 | 2015年－至今   |

- 此表格的英文隊名以各個時期隊伍隊徽上的英文隊名為記錄
- 在SF2聯賽開打後該隊沿用閃電狼的隊徽

## 現存分部

### 傳說對決(Arena Of Valor)

#### 歷史沿革

##### 2018年
- 4月4日：閃電狼成立《傳說對決》分隊，開放海選報名。
- 7月25日：公布2018年GCS夏季賽名單，教練:FW Somber、凱撒路:FW NaiLiu、打野:FW Wayn、中路:FW XiXi、中路:FW Missing、魔龍路:FW Eric、魔龍路:FW IceFenG、輔助:FW Ran。
- 10月18日：因為FW XiXi違反戰隊管理規章，被懲處禁賽一週，改由FW Missing替補上場。
- 10月27日：在2018年GCS夏季賽，對上AHQ以1-3落敗，最終獲得季軍。
- 10月27日：確定代表2018年AIC國際賽台港澳代表隊第二種子。
- 11月3日：Garena頒發2018年GCS夏季賽各最佳選手，獲獎成員：最佳打野:FW Wayn、最佳教練:FW Somber。
- 12月9日：在AIC國際賽八強賽，對上FL（英语：Team_Flash），以1-3的成績落敗，止步8強。

##### 2019年
- 1月22日：公布2019年GCS春季賽名單，教練:FW IceFenG、凱撒路:FW Heroes、打野:FW Wayn、中路:FW XiXi、魔龍路:FW Eric、輔助:FW Ran。
- 4月27日：在2019年GCS春季賽例行賽，以4勝8敗排名第五，無緣季後賽。
- 8月9日：公布2019年GCS夏季賽名單，教練:FW IceFenG、凱撒路:FW Heroes、打野:FW Wayn、中路:FW XiXi、魔龍路:FW Eric、魔龍路:FW RB、輔助:FW Gua。
- 8月31日：FW RB由選手轉而投入教練團，FW XinYi則加入擔任中路。
- 9月22日：在2019年GCS夏季賽例行賽，以4勝8敗排名第六，無緣季後賽。
- 10月12日：頒發2019年GCS夏季賽個人獎項，獲獎成員：最高首殺王:FW Wayn、最高營運王:FW Heroes。

##### 2020年
- 1月1日：公布2020年GCS春季賽名單，教練:FW RB、凱撒路:FW Heroes、打野:FW Kato、中路:FW GaDuo、魔龍路:FW Wayn、魔龍路:FW XinYi、輔助:FW Gua。
- 2月7日：FW XiXi再次回歸選手名單。
- 2月22日：FW Lantyr投入教練團。
- 4月17日：FW XinYi因為個人生涯規劃離開閃電狼。
- 5月3日：在2020年GCS春季賽，對上ONE以0-3落敗，獲得季軍。
- 6月1日：FW RB因為個人生涯規劃，而選擇離開閃電狼。
- 6月19日：以GCS第4種子身份出戰2020年APL超級職業聯賽。
- 7月26日：在APL超級職業聯賽總決賽，對上泰國強權BRU（英语：Buriram_United_F.C.），以4-3的成績贏得最終決勝局，拿下世界冠軍。
- 8月6日：公布2020年GCS夏季賽名單，教練:FW Lantyr、凱撒路:FW Heroes、打野:FW Kato、打野:FW Soar、中路:FW XiXi、魔龍路:FW GaDuo、輔助:FW Gua、輔助:FW Zhe。
- 8月6日：FW Wayn因個人生涯規劃退役。
- 8月28日：FW Kato因個人生涯規劃離開閃電狼。
- 11月7日：頒發2020年GCS個人獎項，獲獎成員：凱撒之星:FW Heroes、打野之星:FW Soar、中路之星:FW XiXi、最佳KDA:FW XiXi、最高經濟:FW Soar，閃電狼也獲頒最佳戰隊。
- 11月7日：在2020年GCS夏季總冠軍賽，對上MAD以3-4落敗，獲得亞軍。
- 11月29日：在AIC國際賽B組小組賽，以6勝7敗的戰績略輸TLN(Talon Esport) 6勝5敗的戰績，無緣晉級8強。

##### 2021年
- 1月4日：FW Soar退出閃電狼，加入HKA擔任打野。
- 1月11日：FW Kato回歸打野。並公布2021年GCS春季賽名單，教練:FW Lantyr、凱撒路:FW Heroes、打野:FW Kato、中路:FW XiXi、魔龍路:FW GaDuo、輔助:FW Gua、輔助:FW Zhe。
- 3月11日：FW Yue加入擔任打野。
- 4月11日：在例行賽第一循環中連敗，以墊底的成績進入第二循環，結果2連敗，與2021年GCS春季季後賽無緣。
- 6月4日：FW XiXi、FW Kato、FW Heroes、FW Zhe宣布退出閃電狼。
- 6月14日：宣布FW HuaLin加入擔任中路。
- 6月15日：宣布與HKA交換選手，FW XiXi加入HKA擔任凱撒路，HKA Outcast加入閃電狼擔任凱撒路。
- 6月16日：宣布FW DK加入擔任魔龍路。
- 8月25日：公布2021年GCS夏季賽名單，教練:FW Lantyr、凱撒路:FW Outcase、打野:FW Yue、中路:FW HuaLin、魔龍路:FW GaDuo、魔龍路:FW DK、輔助:FW Gua。
- 9月2日：宣布FW Weizhe加入擔任打野。
- 10月9日：在2021年GCS夏季賽例行賽，以3勝7敗排名第五，無緣季後賽。
- 12月18日：FW Yue、FW Weizhe、FW HuaLin宣布退出閃電狼。

##### 2022年
- 1月5日：宣布教練Lantyr退出閃電狼。
- 1月13日：宣布FW GarnetDevil加入擔任教練、FW Junnn加入擔任輔助，FW Kato再次回歸擔任打野。
- 1月15日：正式公布2022年GCS春季賽名單：教練:FW GarnetDevil、凱撒路:FW Outcast、打野:FW Kato、中路:FW GaDuo、魔龍路:FW DK、輔助:FW Gua、輔助:FW Junnn。
- 4月10日：在2022年GCS春季賽例行賽，以3勝7敗排名第五，無緣季後賽
- 5月2日：宣布FW NNNL加入擔任凱撒路。
- 5月13日：2022年杭州亞運選拔賽四強賽，閃電狼1-3不敵MOP，無緣代表臺灣出戰亞運。
- 5月23日：FW NNNL因數項爭議行為，違反職業選手應有素養，遭閃電狼暫停一切公開活動。
- 7月25日：宣布FW DK退出閃電狼。
- 7月26日：正式公布2022年GCS夏季賽名單：教練:FW Kato、FW GaDuo，凱撒路:FW Outcast，打野:FW Zen、FW Minda，中路:FW Zhenzhe、魔龍路:FW YuXiang、輔助:FW Junnn、FW Gua。
- 8月18日：FW NNNL正式登錄名單。
- 8月22日：FW Junnn因數項爭議行為，違反職業選手應有素養，遭閃電狼暫停一切公開活動。
- 8月23日：前HKA輔助Abao加入閃電狼。
- 10月8日：2022年GCS夏季總冠軍賽，對上BRO以3-4落敗，獲得亞軍，但以台港澳第二種子，參與2022年APL超級職業聯賽。
- 10月13日：宣布FW Outcast退出閃電狼。
- 11月27日：在2022年APL超級職業聯賽，對上泰國強權BRU（英语：Buriram_United_F.C.），以2-3落敗，止步八強。
- 12月9日：宣布FW Junnn退出閃電狼。

##### 2023年
- 2月8日：正式公布2023年GCS春季賽名單：教練:FW Kato、副教練:FW GaDuo、凱撒路:FW NaiLiu、打野:FW Zen、中路:FW Zhenzhe、魔龍路:FW YuXiang、輔助:FW Abao、輔助:FW Minda、輔助:FW Gua。
- 4月29日：2023年GCS春季總冠軍賽，對上BRO以2-4落敗，獲得亞軍，但以台港澳第二種子，參與2023年APL超級職業聯賽。
- 7月9日：在2023年APL超級職業聯賽，小組賽最後一場以0-2的成績敗給BRU（英语：Buriram_United_F.C.）；最終以3勝3負（分組第5名），止步小組賽，無緣八強。
- 8月4日：宣布FW Zen、FW Abao退出閃電狼。
- 8月7日：正式公布2023年GCS夏季賽名單：教練:FW Kato、副教練:FW Gaduo、凱撒路:FW NaiLiu、打野:FW Zhan、中路:FW Zhenzhe、魔龍路:FW YuXiang、輔助:FW Minda、輔助:FW Gua。
- 10月21日：2023年GCS夏季總冠軍賽，對上HKA以3-4落敗，最終獲得亞軍，但以台港澳第二種子，參與2023年AIC國際錦標賽。
- 12月24日：2023年AIC國際錦標賽準決賽，對上RPL賽區的VCF以3-4落敗，最終獲得季軍。

##### 2024年
- 2月19日：正式公布2024年GCS春季賽名單：教練:FW Kato、教練:FW LinKou、凱撒路:FW NaiLiu、打野:FW Zhan、中路:FW Zhenzhe、魔龍路:FW YuXiang、輔助:FW Minda、輔助:FW WeiZ。
- 5月4日：2024年GCS春季總冠軍賽，對上BMG以0-4落敗，獲得亞軍，但以台港澳第二種子，參與2024年APL超級職業聯賽。
- 5月23日：宣布FW Minda退出閃電狼。
- 5月29日：宣布FW Kato退出閃電狼。
- 7月7日：在2024年APL超級職業聯賽準決賽，對上同來自GCS賽區的BMG以2-4落敗，最終獲得季軍。
- 8月15日：正式公布2024年GCS夏季賽名單：教練:FW LinKou、凱撒路:FW NaiLiu、打野:FW Zhan、中路:FW Zhenzhe、魔龍路:FW YuXiang、輔助:FW WeiZ、輔助:FW Gua。
- 10月26日：2024年GCS夏季總冠軍賽，以4-1戰勝BMG，以賽季11連勝之姿獲得隊史首座GCS總冠軍[2][3][4]，FMVP為凱撒路NaiLiu（奶綠）[5]；並以台港澳第一種子，參與2024年AIC國際錦標賽。
- 12月22日：2024年AIC國際錦標賽敗者組-次輪，對上RPL賽區第一種子EA以3-4落敗，最終止步八強（六進四淘汰）。

##### 2025年
- 2月2日：正式公布2025年GCS春季賽名單：教練:FW LinKou、凱撒路:FW NaiLiu、打野:FW Zhan、中路:FW Zhenzhe、魔龍路:FW YuXiang、輔助:FW WeiZ、替補:FW Gua。
- 5月3日：2025年GCS春季總冠軍賽，以4-0戰勝BMG，獲得隊史第二座GCS總冠軍，並完成二連霸[6][7]，FMVP為輔助WeiZ（煒哲）[8]；以台港澳第一種子，參與2025年APL超級職業聯賽。
- 7月20日：2025年APL超級職業聯賽總決賽，以讓2追4的方式，大比分為4-2戰勝RPL賽區第一種子EA，獲得隊史第二座APL總冠軍[9][10][11]，FMVP為凱撒路NaiLiu（奶綠）[12][13]。

#### 成員名單

##### 現役成員
| 位置             | 比賽帳號   | 本名   | 暱稱                            | 生日 | 備註 | 常用英雄                                                      | 社群連結           | 直播平台 |
| 教練             | FW LinKou  | 蔡明澔 | 林口                            | 3/18 | 前泰國BZ、TLN、KOG教練，2018年RPL第二季冠軍教練，2020年RPL冬季賽冠軍教練，2021年RPL冬季賽冠軍教練，2024年GCS夏季賽冠軍教練，2025年GCS春季賽冠軍教練，2021年AWC世界冠軍教練，2025年APL世界冠軍教練，2024年GCS年度最佳教練 | 菲尼克                                                        | Facebook           |          |
| 凱撒路           | FW NaiLiu  | 王子修 | 奶綠、亞洲綠哥、 世一凱、綠神   | 8/18 | 前YT青年勇士校隊凱撒路，2022年ACS夏季賽冠軍凱撒路，2022年ACS夏季校園聯賽冠軍賽FMVP，2023年GCS年度凱撒之星，2024年GCS夏季賽冠軍凱撒路，2024年GCS職業聯賽冠軍賽FMVP，2024年GCS年度凱撒之星，2024年GCS年度MVP王，2024年GCS年度最佳社群獎，2024年GCS年度最有價值選手，2025年GCS春季賽冠軍凱撒路，2025年APL世界冠軍凱撒路，2025年APL總決賽FMVP | 龍馬、葉娜、瑞克、 弗洛倫、夏洛特、筱清、狂鐵、莫拉           | Facebook Instagram | Youtube  |
| 打野             | FW Zhan    | 詹哲睿 | 小詹、詹皇、 魔鬼詹、詹因       | 7/7  | 前JJVST莊敬猛虎校隊打野、前MOP打野，2021年ACS冬季校園聯賽總冠軍，2021年ACS冬季校園聯賽冠軍賽FMVP，2024年GCS夏季賽冠軍打野，2024年GCS年度打野之星，2025年GCS春季賽冠軍打野，2025年APL世界冠軍打野 | 星葵、綺羅、潘因、 神力女超人、納克羅斯、蘭鐸、霧己、祖卡     | Facebook Instagram | Youtube  |
| 中路             | FW Zhenzhe | 蔡政澤 | 咕咕鳥、黑羽電鳥、 哭哭鳥、黑人 | 5/2  | 2023GCS年度中路之星、最佳KDA，2024年GCS夏季賽冠軍中路，2025年GCS春季賽冠軍中路，2025年APL世界冠軍中路 | 莉莉安、颯枷、拉茲、 克里希、令月、洛里昂                     | Facebook Instagram | Youtube  |
| 魔龍輸出（隊長） | FW YuXiang | 夏煜翔 | 蝦煜翔、眼牆                    | 6/14 | 前LIT黎明企鵝校隊魔龍輸出，2023年GCS年度魔龍之星，2024年GCS夏季賽冠軍魔龍輸出，2024年GCS年度推塔王，2024年GCS年度魔龍之星，2025年GCS春季賽冠軍魔龍輸出，2025年APL世界冠軍魔龍輸出 | 凡恩、蘇 、森圖爾特、 堇、亥犽、卡芬妮、靈靈                  | Facebook Instagram | Youtube  |
| 輔助             | FW WeiZ    | 林煒哲 | 煒哲、誜哲、 阿tree             | 5/4  | 前YT青年勇士校隊輔助，2022年ACS夏季賽冠軍輔助，2024年GCS夏季賽冠軍輔助，2024年GCS年度助攻王，2024年GCS年度KDA王，2025春季冠軍賽FMVP，2025年GCS春季賽冠軍輔助，2025年APL世界冠軍輔助 | 伯頓、阿杜恩、塔拉、 克萊斯、古木、歐米茄、銀晝、馬洛斯、提米 | Facebook Instagram | Youtube  |
| 輔助             | FW Gua     | 陳恩豪 | 小青蛙                          | 5/6  | 前HKA輔助，2020年APL世界冠軍輔助 | 卡瑞茲、伯頓、緋淚                                            | Facebook Instagram | Youtube  |

##### 過往成員
| 位置           | 比賽帳號       | 暱稱    | 備註 |
| 凱撒路         | FW Heroes      | 英雄    | 2020年APL世界冠軍凱撒路，2020年APL總決賽FMVP，2020年GCS年度凱撒之星，現已退役 |
| 凱撒路         | FW Outcast     | 邊緣    | 前HKA、MOP凱撒路，2019GCS夏季賽冠軍凱撒路 |
| 打野           | FW Wayn        | 偉恩    | 前ahqW打野、SMG魔龍輸出，現為電狼娛樂實況主 |
| 打野           | FW Soar        | 宇翔    | 前MS、MAD、HKA、ONE打野，前ONE副教練，前DCG教練，2018年印尼雅加達亞運銀牌，2020年GCS年度打野之星，2019年夏季賽擊殺王，2022年GCS春季賽冠軍候補打野，2022年AIC世界亞軍候補打野                   |
| 打野           | FW Yue         | 阿玥    | 前CST幼華戰龍校隊打野、HKA凱撒路，MAD魔龍輸出，前DCG凱撒路、打野 |
| 打野           | FW Weizhe      | 瑋哲    | 現LIT黎明企鵝校隊打野 |
| 打野           | FW Zen         | 炎炎    | 前NVMs（MS二軍）魔龍輸出，前MOP打野、魔龍輸出，前MAD、ONE打野，2021年GCS春季賽冠軍打野、2021年AWC世界亞軍打野，2021年GCS年度擊殺王，2022年夏季賽擊殺王，2023年夏季賽擊殺王，2024年夏季賽擊殺王 |
| 中路           | FW Missing     | Missing | 前HKA打野、凱撒路、ahq魔龍輸出、打野，現已退役 |
| 中路           | FW XinYi       | 信一    | 前MAD中路，現已退役 |
| 中路           | FW XiXi        | 熙熙    | 現HKA中路，2020APL超級職業聯賽世界冠軍中路，2020年GCS年度中路之星，2021年GCS夏季賽冠軍凱撒路、2023年GCS夏季賽冠軍中路、2021年GCS夏季總決賽FMVP、2023年GCS夏季總決賽FMVP                        |
| 魔龍輸出       | FW Eric        | 星痕    | 前ONE、LIT黎明企鵝校隊魔龍輸出，現為LIT黎明企鵝校隊激鬥峽谷選手，2018 S1 校園賽冠軍 |
| 魔龍輸出       | FW DK          | DK      | 前MOP魔龍輸出，現DCG魔龍輸出 |
| 輔助           | FW Ran         | 朝朝    | 前RG戰隊的英雄聯盟職業選手，現FPX激鬥峽谷輔助選手 |
| 輔助           | FW Kevin       | 凱文    | 前ONE、MOP輔助，現HKA輔助，2020年GCS春季賽冠軍輔助，2021年GCS春季賽冠軍輔助，2021年AWC世界亞軍輔助，2021年AWC最佳輔助，2021年GCS年度輔助之星，2023年GCS夏季賽冠軍輔助，2023年GCS年度輔助之星   |
| 輔助           | FW Junnn       | 冠俊    | 現ONE輔助，前HKA、BMG輔助，2024年GCS春季賽冠軍輔助，2024年APL世界冠軍輔助，2024年GCS年度輔助之星                                                                                               |
| 輔助           | FW Zhe         | 阿哲    | 前MS、ONE、HKA輔助，2022年GCS春季賽冠軍輔助，2022年AIC世界亞軍輔助，2023年GCS夏季賽冠軍替補輔助                                                                                                |
| 輔助           | FW Abao        | 阿寶    | 前HKA、ONE輔助，2019年夏季賽冠軍輔助、2021年夏季賽冠軍輔助 |
| 教練           | FW Somber      | Somber  | 前FL教練，現為Onic Esports的無盡對決教練 |
| 教練           | FW RB          | 紅豆    | 前HKA輔助、魔龍輸出，現為遊戲實況主 |
| 教練           | FW Lantyr      | 蘭特    | 前HKA打野、前iBEC、BRU、MOP教練，2020年APL世界冠軍教練 |
| 教練           | FW GarnetDevil | 黑牛    | 前HKA教練，2019年夏季賽冠軍教練 |
| 中路           | FW HuaLin      | 花凜    | 前ONE、S.T中路 |
| 魔龍輸出、教練 | FW IceFenG     | IceFenG | |
| 輔助           | FW Minda       | 明達    | 前CSIS中山靈犬校隊魔龍輸出、前BRO打野、輔助，前ANK輔助，效力BRO時比賽帳號為BRO HanGi |
| 打野、教練     | FW Kato        | 加藤    | 前SMG、MAD打野、2020年APL世界冠軍打野，2023年GCS年度最佳教練，曾於2021年夏季賽至AIC 2021期間短暫加入MAD擔任打野，2022/1/13再次回歸                                                             |

### 聯盟戰棋(Teamfight Tactics)

#### 歷史沿革

##### 2025年
- 3月13日：官方宣布成立《聯盟戰棋》項目，並且公布選手名單:Haruru（陳映翰）、Iron Bog（張子軒）、Kbaobao（張浩生）、YYDM（侯凱倫）
- 4月18日：ACL 2025: APAC 賽區冠軍賽以2-1戰勝二度交手的T1，奪下APAC賽區冠軍，並獲得通往EWC 2025 電競世界盃門票。

#### 成員名單

##### 現役成員
| 比賽帳號    | 本名   | 暱稱           | 生日  | 備註 | 社群連結          | 直播平台 |
| FW AQ1H     | 胡啟   | 小啟 啟哥      | 11/09 |      | Instagram         |          |
| FW Haruru   | 陳映翰 | 天晴           | 10/22 |      | FacebookInstagram | Twitch   |
| FW Iron Bog | 張子軒 | 鐵之硬沼       | 9/19  |      | Instagram         | Twitch   |
| FW Kbaobao  | 張浩生 | K寶寶          | 2/25  |      | Instagram         | Twitch   |
| FW YYDM     | 侯凱倫 | 永遠的我、歪歪 | 8/03  |      |                   |          |

#### 團隊榮譽

##### 團體部份
- ACL 2025: APAC 賽區預選賽冠軍

##### 個人部份
- 2025 APAC 黃金鍋鏟盃-冠軍:FW Iron Bog
- 2025 棋手皇冠盃-八強:FW Iron Bog

### 快打旋風6(STREET FIGHTER 6)

#### 歷史沿革

##### 2025年
- 4月14日：官方宣布成立《快打旋風6》項目，並且公布選手名單:GamerBee(向玉麟)
- 5月10日：參與EVO JAPAN
- 5月17日：參與Brussels Challenge Major Edition 2025 快打旋風6項目，獲得第9名。

#### 成員名單

##### 現役成員
| 比賽帳號    | 本名   | 暱稱 | 生日  | 備註 | 社群連結          | 直播平台 |
| FW GamerBee | 向玉麟 | 小向 | 04/08 |      | FacebookInstagram | Twitch   |

#### 團隊榮譽

##### 個人部份
- EVO JAPAN
- Brussels Challenge Major Edition 2025 快打旋風6-第9名

## 過往分部

### 台灣電子競技聯盟(TeSL)

#### 歷史沿革
- 2009年2月：7-ELEVEN鋼鐵人成軍。
- 2009年3月：隊史首場出戰戲谷光速(衛視體育台於4/18播出)，同時拿下SF和跑跑的首勝。
- 2009年5月：SF團隊與華義Spider同時代表台灣出賽ESWC亞洲大師賽，但因故沒有名次。
- 2009年6月24日：SF團隊與韓國SF隊伍hite SPARKYZ進行2009台韓職業電競明星邀請賽，結果獲得勝利。陳志偉(Amis)則獲選為跑跑卡丁車台灣代表。
- 2009年11月：以年度第三取得總冠軍挑戰賽的資格，但以1-4敗給橘子熊無緣晉級總冠軍賽。
- 2010年1月：首任總教練和SF教練蔡嵩彬(Lulu)離職，由原SF選手姚金榕(Park)接任第二任總教練。
- 2010年3月：SF團隊參加2010台韓職業電競國際聯賽，在台灣5隊中排名第三。
- 2010年：在第三季台灣職業電競聯賽全年度排名第三。
- 2010年12月：鋼鐵人星海團隊正式成立。
- 2011年2月15日：7-ELEVEN鋼鐵人由樂陞科技接手，並更名為「樂陞鋼鐵人」，同時與桃園噴射機的SF&KR團隊合併為一個新的團隊。[14]
- 2011年2月27日：SF團隊參加2011台韓SF職業冠軍賽，於預選賽獲得6勝0敗全勝成績，取得台韓冠軍賽資格。
- 2011年3月12日：星海2團隊在聯盟史上首場星海2例行賽中，以3-1擊敗桃園噴射機，獲得星海2聯賽隊史及聯盟首勝。
- 2011年6月24日：因華義Spider輸給橘子熊，樂陞鋼鐵人的S&K團隊於電競四年例行賽封王，取得總冠軍賽的參賽資格。也是成軍以來首度獲得季冠軍。
- 2011年7月23日：在Taiwan open台灣電子競技公開賽的TeSL職業電競聯賽S&K聯賽年度總冠軍戰以總比數4-3打敗了華義Spider，於電競4年拿下S&K聯賽的年度總冠軍，也是成軍以來首度獲得S&K聯賽的年度總冠軍。
- 2011年7月24日：在Taiwan open台灣電子競技公開賽的TeSL職業電競聯賽SCII聯賽年度總冠軍戰以總比數4-3打敗了曜越太陽神，於電競4年拿下SCII聯賽的年度總冠軍，也是成軍以來首度獲得SCII聯賽的年度總冠軍，更是TeSL職業電競聯賽SCII聯賽的首度總冠軍。
- 2011年8月4日：台灣電競聯盟所主導電競選手交易制度：由聯盟主導將SF戰隊的SJ及Gino以及跑跑戰隊的Owen交易給橘子熊，還有跑跑戰隊的隊長Vic交易給華義Spider，交易金高達七位數，亦是台灣電競史重要的里程碑，交易過程突然且至今完全不公開，隨後台灣電子競技聯盟數次的不實聲明，導致極大風波。
- 2012年5月：第二任總教練和SF教練姚金榕(Park)轉任隊經理，由黃品豪(Luke)接任第三任SF教練。
- 2012年6月2日：原樂陞鋼鐵人KR選手葉俊谷(橘川)接任KR教練。[15]是鋼鐵人首任的KR教練。(之前為Lulu和Park兼任，2012年5月由Luke代理。)
- 2012年8月1日：樂陞鋼鐵人從樂陞科技改由網銀國際股份有限公司接手，改名為「Yoe鋼鐵人」。[16]
- 2013年1月19日：參加KR聯賽上半季冠軍賽，以0-2輸給橘子熊無法獲得KR聯賽上半季冠軍。
- 2013年1月29日：原隊經理Park在一月因個人因素請辭，原星海教練陳柏村(Manner)暫代隊經理，而Manner空出來的星海教練由原蟲族選手胡裕強(JoJo)接任，而JoJo是鋼鐵人第三任的星海教練。[17](前兩任為Park和Manner)
- 2013年4月2日：原第三任SF教練黃品豪(Luke)在3月28日因個人規劃離職，由張家華(Ray)接任第四任SF教練。[18]
- 2013年7月13日：參加KR聯賽和SF聯賽下半季冠軍賽，KR以0-2輸給華義Spider無法獲得KR聯賽下半季冠軍，SF以1-2輸給華義Spider無法獲得SF聯賽下半季冠軍。
- 2013年7月14日：參加SF總冠軍資格賽，以2-1擊敗橘子熊取得電競六年SF總冠軍賽參賽資格。
- 2013年7月28日：在Taiwan open台灣電子競技公開賽的TeSL職業電競聯賽SF總冠軍賽以1-2輸給華義Spider無緣獲得電競六年SF聯賽總冠軍。
- 2013年8月13日：Yoe鋼鐵人隊名改為Yoe閃電狼，但隊伍母公司還是網銀國際繼續經營。[19]
- 2013年9月1日：Yoe閃電狼官方粉絲團正式公布隊職員異動，原隊經理Manner因身體狀況轉任Yoe閃電狼行銷部門主管。原KR教練葉俊谷(橘川)因個人生涯規劃轉任Yoe閃電狼行銷部專員。另外原橘子熊SCII選手劉彥呈(Slam)因與橘子熊的合作關係結束後轉隊至Yoe閃電狼。
- 2013年9月6日：Yoe閃電狼官方粉絲團正式公布新任隊經理，由原橘子熊星海教練張宇(Leaf)擔任。
- 2014年8月10日：KR團隊選手陳永泉(Oliv)、連官彥(Ice)在Taiwan open台灣電子競技公開賽的TeSL職業電競聯賽KR總冠軍賽中分別取得與橘子熊魯夫並列第3名的成績。
- 2014年9月12日：Yoe閃電狼官方粉絲團正式公布SF團隊與跑跑團隊解散，只留下星海團隊繼續參加聯賽。
- 2014年10月2日：Yoe閃電狼官方粉絲團正式公布成立SF2團隊，為國內首支SF2職業隊。
- 2015年6月18日：聯盟成立「Special Force II 職業電競聯賽」，Yoe閃電狼內定為台中市代表隊，主場網咖為「凱業堡大雅店」。
- 2015年12月6日：台中閃電狼第一季例行賽最終戰，以1:3不敵新北金礦。台中閃電狼本季例行賽戰績為6勝4負，雖然和高雄海洋星相同，但因台中閃電狼得到的地圖分比高雄海洋星少[b]，所以本季例行賽排名為第3名作收。
- 2015年12月26日：台中閃電狼在第一季SF2聯賽第一輪季後賽第五場以3:0打敗台北首都，總比數為4:1，晉級到下一輪的季後賽。
- 2015年1月23日：台中閃電狼在第一季SF2聯賽第二輪季後賽第五場以0:3輸給新北金礦，總比數為1:4，止於四強。
- 2016年6月1日: Yoe閃電狼星海教練胡裕強(JoJo)轉往英雄聯盟Team Mist擔任隊經理[20]。
- 2016年6月4日：台中閃電狼第二季SF2聯賽例行賽最後一場，客場被高雄海洋星直落三橫掃，本季例行賽戰績為3勝7負作收。
- 2016年6月20日：台中閃電狼第二季SF2聯賽季後賽(冒泡賽第一輪第4戰)客場被高雄海洋星直落三橫掃，系列賽以1:3落敗。

#### 所屬教練與選手
| 項目    | 位置    | 比賽帳號    | 暱稱         | 本名   | 出生年月日    | 性別 | 國籍     | 入隊年度 | 職業經驗            | 業餘隊伍    |
| 教練團  | SF2教練 |             | Ray          | 張家華 | 1989年1月20日 | 男   | 中華民國 | 2011     | 教練：3年 選手：6年 | 火爆浪子    |
| SF2選手 | 狙擊手  | TC.FW_SR    | SR           | 吳思霖 | 1996年4月23日 | 男   | 中華民國 | 2015     | 新人                |             |
| SF2選手 | 狙擊手  | TC.FW_King  | 小黃 King    | 王憲智 | 1994年1月6日  | 男   | 中華民國 | 2015     | 4年                 | MuDRer KING |
| SF2選手 | 步槍手  | TC.FW_Helen | Helen        | 林若翰 | 1992年7月1日  | 男   | 中華民國 | 2015     | 新人                |             |
| SF2選手 | 步槍手  | TC.FW_Neil  | 準心         | 郭峻榮 | 1995年7月30日 | 男   | 中華民國 | 2015     | 新人                |             |
| SF2選手 | 步槍手  | TC.FW_LyoN  | Sam 吐司超人 | 鄭明宏 | 1993年8月27日 | 男   | 中華民國 | 2015     | 4年                 | 華義二軍    |

#### 已離隊或轉任幕後之選手
注意：現況部分可能有時間上的落差，若有出入以當事人實際的狀況為準。
| 項目       | 位置     | 比賽帳號                        | 暱稱              | 本名         | 出生年月日     | 性別   | 國籍     | 入隊期間                   | 職業經驗             | 業餘隊伍             | 現況                   |  |  |
| ---------- | -------- | ------------------------------- | ----------------- | ------------ | -------------- | ------ | -------- | -------------------------- | -------------------- | -------------------- | ---------------------- |  |  |
| 教練團     | SF教練   | 7-11_IM.Lulu                    | Lulu              | 蔡嵩彬       | 1987年5月13日  | 男     | 中華民國 | 2009                       | 1年                  | UMX                  |                        |  |  |
| 教練團     | SF教練   | XPEC.IRM_Will                   | Will Ogr          | 廖偉廷       | 1983年7月15日  | 男     | 中華民國 | 2011                       | 教練：4年 選手：2年  | UMX                  | SF2PL 職業電競聯賽總召 |  |  |
| 教練團     | SF教練   | yoe.IRM_Luke                    | Luke              | 黃品豪       | 1984年5月24日  | 男     | 中華民國 | 2012-2013                  | 教練：2年 選手：2年  | 樂陞二軍             | HKA 隊經理             |  |  |
| 教練團     | 總教練   | XPEC.IRM_Park                   | Park              | 姚金榕       | 1985年8月11日  | 男     | 中華民國 | 2009-2012                  | 教練：3年 選手：1年  |                      |                        |  |  |
| 教練團     | SCII教練 | yoeIMManner                     | Manner 大書       | 陳柏村       | 1977年9月22日  | 男     | 中華民國 | 2011-2013                  | 3年                  | Rush中隊             |                        |  |  |
| 教練團     | SCII教練 | yoeFWJoJo                       | JoJo              | 胡裕強       | 1985年1月31日  | 男     | 中華民國 | 2011                       | 教練：3年 選手：2年  | Rush中隊             |                        |  |  |
| 教練團     | KR教練   | yoe.IM_橘川                     | 橘川              | 葉俊谷       | 1984年3月2日   | 男     | 中華民國 | 2011-2013                  | 教練：2年 選手：5年  | Genesis創世車隊      | Yoe閃電狼 行銷專員     |  |  |
| SF Online  | 狙擊手   | 7-11_IM.Wib                     | Wib               | 曾軒政       | 1988年11月23日 | 男     | 中華民國 | 2009                       | 1年                  | Devil.Wolf           |                        |  |  |
| SF Online  | 狙擊手   | XPEC.IRM_Blink                  | Blink             | 吳家旭       | 1991年7月21日  | 男     | 中華民國 | 2009-2012                  | 4年                  | iNt-Gaming           | 完成學業               |  |  |
| SF Online  | 狙擊手   | yoe.FW_Lak                      | Lak               | 吳嗣忠       | 1992年6月15日  | 男     | 中華民國 | 2012-2014                  | 2年                  | Yoe鋼鐵人二隊        |                        |  |  |
| SF Online  | 步槍手   | 7-11_IM.Niu                     | Niu               | 鄭語絜       | 1992年2月27日  | 女     | 中華民國 | 2009-2010                  | 2年                  | 小甜心二軍           | 眼鏡行上班             |  |  |
| SF Online  | 步槍手   | 7-11_IM.Spicy                   | Spicy             | 葉庭豪       | 1990年6月11日  | 男     | 中華民國 | 2009-2010                  | 2年                  | Gama熊職業二隊       |                        |  |  |
| SF Online  | 步槍手   | 7-11_IM.Ant                     | Ant               | 賴智勇       | 1988年4月16日  | 男     | 中華民國 | 2009 2010-2011             | 2年                  | iNt-Gaming           |                        |  |  |
| SF Online  | 步槍手   | 7-11_IM.Kimi                    | Kimi              |              | 1987年6月19日  | 女     | 中華民國 | 2010-2011                  | 1年                  |                      |                        |  |  |
| SF Online  | 步槍手   | XPEC.IRM_SJ yoe.FW_SJ (SF2)     | SJ                | 徐顥璋       | 1993年8月14日  | 男     | 中華民國 | 2009-2011 2014-2015（SF2） | 6年                  | iNt-Gaming           |                        |  |  |
| SF Online  | 步槍手   | XPEC.IRM_Gino yoe.FW_Gino (SF2) | Gino              | 陳泓文       | 1991年5月22日  | 男     | 中華民國 | 2011 2014-2015（SF2）      | 4年                  | 幻影殺手集團         |                        |  |  |
| SF Online  | 步槍手   | XPEC.IRM_Tank                   | Tank              | 程友志       | 1993年3月7日   | 男     | 中華民國 | 2011-2012                  | 5年                  | RS                   |                        |  |  |
| SF Online  | 步槍手   | XPEC.IRM_Star                   | Star 金剛         | 張學庭       | 1989年8月30日  | 男     | 中華民國 | 2011-2012                  | 4年                  |                      |                        |  |  |
| SF Online  | 步槍手   | XPEC.IRM_Derek                  | Derek             | 李旺樵       | 1994年12月7日  | 男     | 中華民國 | 2011-2012                  | 1年                  | Blockade.            |                        |  |  |
| SF Online  | 步槍手   | XPEC.IRM_Simsn                  | Simsn             | 王丞緯       | 1992年8月13日  | 男     | 中華民國 | 2011-2012                  | 1年                  | K.M                  | 就讀大學               |  |  |
| SF Online  | 步槍手   | yoe.IRM_Roman                   | Roman 鵬帥        | 王竣鵬       | 1987年1月3日   | 男     | 中華民國 | 2012                       | 4年                  | UMX                  |                        |  |  |
| SF Online  | 步槍手   | yoe.IRM_Syuri                   | Syuri             | 吳家瑋       | 1993年5月31日  | 男     | 中華民國 | 2009-2011 2011-2012        | 6年                  | iNt-Gaming           | TPA 戰地之王教練       |  |  |
| SF Online  | 步槍手   | yoe.IRM_Wade                    | Wade              | 吳誌權       | 1993年12月27日 | 男     | 中華民國 | 2012-2013                  | 1年                  | Yoe鋼鐵人二隊        |                        |  |  |
| SF Online  | 步槍手   | yoe.FW_Wick                     | Wick Ian          | 李家豪       | 1992年4月7日   | 男     | 中華民國 | 2012-2014                  | 4年                  | MuDRer KING          |                        |  |  |
| SF Online  | 步槍手   | yoe.FW_Hobbit                   | Hobbit            | 邱承昊       | 1992年9月26日  | 男     | 中華民國 | 2013-2014                  | 2年                  | Yoe鋼鐵人二隊        |                        |  |  |
| SF Online  | 步槍手   | yoe.FW_Cratos                   | Cratos 克拉托     | 莊琪         | 1991年3月11日  | 男     | 中華民國 | 2011-2014                  | 教練：新人 選手：5年 | Hei Ma               | 台北首都 SF2教練       |  |  |
| SF Online  | 步槍手   | yoe.FW_Monkey                   | Monkey            | 侯竣中       | 1993年12月8日  | 男     | 中華民國 | 2012-2014                  | 3年                  | 樂陞二軍             |                        |  |  |
| SF Online  | 步槍手   | yoe.FW_Mars                     | Mars              | 林敬詔       | 1991年9月17日  | 男     | 中華民國 | 2014                       | 2年                  | Yoe閃電狼二隊        |                        |  |  |
| SF Online  | 步槍手   | yoe.FW_Libra                    | Libra             | 曾才晏       | 1992年9月30日  | 男     | 中華民國 | 2014                       | 1年                  | 隨心啾啾蛋電競代表隊 |                        |  |  |
| SF Online  | 步槍手   | yoe.FW_AlieN                    | AlieN             | 黃閔謙       | 2000年1月24日  | 男     | 中華民國 | 2014                       | 1年                  | 隨心啾啾蛋電競代表隊 |                        |  |  |
| SF Online  | 步槍手   | SF2                             | 步槍手            | TC.FW_Gitter | Gitter         | 盧彥承 |          | 男                         | 中華民國             | 2015                 | 新人(未上場)           |  |  |
| 跑跑卡丁車 | 選手     | 7-11_IM.Lion                    | Lion              | 黃亦緯       | 1985年10月18日 | 男     | 中華民國 | 2009                       | 2年                  | PTT車隊              |                        |  |  |
| 跑跑卡丁車 | 選手     | 7-11_IM.Jons                    | Jons              | 朱振豪       | 1983年8月16日  | 男     | 中華民國 | 2009                       | 2年                  | 辛亥車隊             |                        |  |  |
| 跑跑卡丁車 | 選手     | 7-11_IM.Mick                    | Mick              | 鐘祐明       | 1988年4月6日   | 男     | 中華民國 | 2010                       | 新人(未上場)         | Genesis創世車隊      |                        |  |  |
| 跑跑卡丁車 | 選手     | 7-11_IM.Amis                    | Amis              | 陳志偉       | 1984年3月29日  | 男     | 中華民國 | 2009-2010                  | 教練：1年 選手：2年  | 辛亥車隊             |                        |  |  |
| 跑跑卡丁車 | 選手     | XPEC_IM.Vic                     | Vic               | 鄧富升       | 1991年7月18日  | 男     | 中華民國 | 2009-2011                  | 5年                  | MU車隊               |                        |  |  |
| 跑跑卡丁車 | 選手     | XPEC_IM.Yang                    | Yang              | 王文信       | 1988年3月19日  | 男     | 中華民國 | 2010-2011                  | 2年                  | ISR車隊              |                        |  |  |
| 跑跑卡丁車 | 選手     | XPEC_IM.Owen                    | Owen 歐文         | 余弘安       | 1994年4月19日  | 男     | 中華民國 | 2011                       | 5年                  | Dior車隊             |                        |  |  |
| 跑跑卡丁車 | 選手     | XPEC_IM.龍                      | 龍                | 何富維       | 1993年11月21日 | 男     | 中華民國 | 2010-2011 2011-2012        | 2年                  | HiLN車隊             |                        |  |  |
| 跑跑卡丁車 | 選手     | yoe.IM_Ziv                      | Ziv 屁屁          | 呂倉緣       | 1995年2月7日   | 男     | 中華民國 | 2010-2013                  | 4年                  | 吸含吹舔摳 車隊      | 就讀大學               |  |  |
| 跑跑卡丁車 | 選手     | yoe.IM_Noah                     | Noah              | 林崇晉       | 1997年2月5日   | 男     | 中華民國 | 2012-2013                  | 2年                  | 辛亥車隊             |                        |  |  |
| 跑跑卡丁車 | 選手     | yoe.FW_Oliv                     | Oliv              | 陳永泉       | 1995年5月13日  | 男     | 中華民國 | 2012-2014                  | 3年                  | 辛亥車隊             |                        |  |  |
| 跑跑卡丁車 | 選手     | yoe.FW_Ice                      | Ice               | 連官彥       | 1995年1月6日   | 男     | 中華民國 | 2012-2014                  | 3年                  | PNX車隊              |                        |  |  |
| 星海爭霸II | 人類選手 | XpecIMPower                     | Power             | 吳逢達       | 1984年4月1日   | 男     | 中華民國 | 2011                       | 教練：2年 選手：1年  | Clan StorM           | 房屋仲介               |  |  |
| 星海爭霸II | 人類選手 | XpecIMFZJ                       | FZJ               | 富子嘉       | 1983年9月24日  | 男     | 中華民國 | 2011-2012                  | 2年                  |                      |                        |  |  |
| 星海爭霸II | 人類選手 | yoeFWVanilla                    | Vanilla 香草      | 周昱達       | 1997年1月2日   | 男     | 中華民國 | 2014-2015                  | 2年                  | Rush中隊             |                        |  |  |
| 星海爭霸II | 神族選手 | XpecIMGow                       | Gow 戰神          | 葉邦彥       | 1989年6月19日  | 男     | 中華民國 | 2011-2012                  | 3年                  | Clan StorM           |                        |  |  |
| 星海爭霸II | 神族選手 | XpecIMwiNs                      | wiNs              | 曹智為       | 1988年8月23日  | 男     | 中華民國 | 2012                       | 1年                  | Clan StorM           | 銀行工作               |  |  |
| 星海爭霸II | 神族選手 | yoeFWHui                        | Hui               | 袁錦輝       | 1986年3月9日   | 男     | 中華民國 | 2011-2014                  | 4年                  | Clan StorM           | 賽評 J Team實況主      |  |  |
| 星海爭霸II | 神族選手 | yoeFWHas                        | Has               | 柯昱夆       | 1997年6月3日   | 男     | 中華民國 | 2013                       | 3年                  | Clan StorM           |                        |  |  |
| 星海爭霸II | 神族選手 | yoeFWSan                        | San               | 姜曹原       | 1990年5月14日  | 男     | 大韓民國 | 2013-2015                  |                      |                      |                        |  |  |
| 星海爭霸II | 神族選手 | yoeFWPartinG                    | PartinG 胖丁 跳跳 | 元李朔       | 1994年8月24日  | 男     | 大韓民國 | 2014-2016                  |                      |                      |                        |  |  |
| 星海爭霸II | 蟲族選手 | XpecIMBai                       | Bai               | 蔡竣百       | 1985年11月15日 | 男     | 中華民國 | 2011-2012                  | 3年                  | Rush中隊             |                        |  |  |
| 星海爭霸II | 蟲族選手 | yoeIMNilon                      | Nilon             | 蘇聖雍       | 1993年9月14日  | 男     | 中華民國 | 2012-2013                  | 2年                  | Clan StorM           |                        |  |  |
| 星海爭霸II | 蟲族選手 | yoeFWSlam                       | Slam 十年         | 劉彥呈       | 1990年5月10日  | 男     | 中華民國 | 2013-2015                  | 5年                  | Clan StorM           |                        |  |  |
| 星海爭霸II | 蟲族選手 | yoeFWLeenock                    | Leenock 小李      | 李東寧       | 1995年4月1日   | 男     | 大韓民國 | 2014-2015                  |                      |                      |                        |  |  |
| 星海爭霸II | 蟲族選手 | yoeFWIan                        | Ian               | 呂家宏       | 1990年8月31日  | 男     | 中華民國 | 2012-2015                  | 3年                  | Clan StorM           |                        |  |  |

#### 歷屆戰績
- 主條目：閃電狼TeSL歷屆戰績

#### 團隊榮譽

##### 團體部份
- TeSLS&K聯賽年度總冠軍：1次（2011）
- TeSLSCII聯賽年度總冠軍：1次（2011）
- TeSLS&K聯賽季冠軍：1次（2011）
- TeSLSF超級聯賽季冠軍：1次（2013-14第四季）

##### 個人部份
- TeSLS&K總冠軍MVP：鄧富升（2011）
- TeSLSCII總冠軍MVP：袁錦輝（2011）
- TeSL跑跑卡丁車最佳卡丁車助攻手：鄧富升（2011）、連官彥（2012-13）
- TeSLSF Online最佳狙擊手：吳家旭（2011）、吳嗣忠（2013-14）
- TeSLSF Online最佳步槍手：吳家瑋（2011）、莊琪（2011-12）
- TeSLS&K最佳教練獎：姚金榕（2011）
- TeSLS&K年度MVP：余弘安（2011）
- TeSLSCII最佳蟲族選手：蔡竣百（2011）
- TeSLSCII最佳教練獎：姚金榕（2011）
- TeSLSCII最佳神族選手：袁錦輝（2012-13）
- TeSLSF年度MVP：莊琪（2012-13）
- TeSLSF季冠軍MVP：林敬詔（2013-14第四季）

### 英雄聯盟(LOL)

#### 歷史沿革
- 2014年初，從遊戲橘子(Gamania)購來英雄聯盟(League of Legends，LoL)的電競隊伍Gama Bears(GAB，現為Gash Bears樂點熊)之成員，正式以「yoe閃電狼(yoe Flash Wolves，yoeFW)」名義進軍英雄聯盟職業聯賽，在IEM國際邀請賽的台北站賽事中，於冠軍賽以3:2逆轉擊敗台北暗殺星(TPA)，取得進軍波蘭卡托維茲(Katowice)決賽的資格，最終以四強作結。
- 2014年2月21日：yoe閃電狼宣布成立英雄聯盟二隊「閃電狼Junior」(yoeFW J)，成員有：Maooo、Breeze、Bobony、Maple、Nobo，教練為戰馬。[22]
- 2015年英雄聯盟的LMS春季賽中，yoe閃電狼在例行賽取得19勝2敗的壓倒性戰績，以第一種子順位進入季後賽。然而在春季冠軍賽的總決賽中，不敵上演「老四的逆襲」、氣勢正旺的Ahq e-Sports Club (AHQ)戰隊，以亞軍作收。
- 2015年英雄聯盟LMS夏季賽，隊伍名稱更改為閃電狼(Flash Wolves，FW)，並在例行賽以第二種子順位進入夏季季後賽，然而在季後賽的準決賽中敗給 Hong Kong Esports (HKE)，以季軍作收。
- 2015年10月15日：在英雄聯盟2015賽季全球总决赛的A組小組賽中取得4勝2敗的佳績，以小組第一種子之姿晉級8強淘汰賽，對上歐洲戰隊Origen (OG)，最後以1:3的比數敗給了OG，止步於八強。
- 2016年4月17日：閃電狼在LMS以3:0的成績打敗AHQ獲得春季總冠軍，將代表LMS賽區去上海出席2016 英雄聯盟季中邀請賽（MSI）。
- 2016年8月18日：閃電狼在LMS夏季季後賽以3:2的成績晉級冠亞賽。
- 2016年8月21日：閃電狼在LMS夏季總冠軍賽以3:0的成績擊敗J Team獲得夏季總冠軍，將代表LMS賽區第一種子去北美參加世界大賽。
- 2016年10月10日：閃電狼在英雄聯盟2016賽季全球总决赛的B組小組賽中取得2勝4敗墊底的戰績，無緣晉級八強。
- 2016年10月21日：閃電狼在IEM 11奧克蘭站 ，於4強賽2:0擊敗LCK賽區Longzhu Gaming(LZ)，於冠軍賽以2:3落敗給EU LCS賽區UNICORNS OF LOVE(UOL)無緣IEM11 卡托維茲總決賽。
- 2017年1月26日：由於總決賽中無台港澳LMS賽區之隊伍，大會決定邀請閃電狼參加本季決賽。這也是繼2015年之後再度登上IEM決賽舞台。
- 2017年2月27日：閃電狼在IEM Katowice總決賽中，在冠亞賽中以2:0擊敗EU LCS賽區的G2 Esports，獲得IEM Katowice總決賽冠軍，總成績7勝1敗結束。
- 2017年8月6日：閃電狼通過加賽戰勝本賽季最大的黑馬Raise Gaming，以常規賽第一名的身份晉級決賽，並成為第一支拿到S7世界賽門票的隊伍。
- 2017年8月25日：閃電狼在LMS夏季季後賽以3:0的成績擊敗AHQ獲得夏季總冠軍，將代表LMS賽區第一種子去中國參加世界大賽。
- 2017年10月14日：閃電狼在英雄聯盟2017賽季全球总决赛的D組小組賽取得1勝5敗的墊底的戰績，無緣晉級八強。
- 2017年12月2日：閃電狼宣布人事異動，Steak、Cyo、Karsa離隊，新成員Hanabi、Morning、ShiauC、Atlen加入，REFRA1N與MadWolf擔任教練。[23]
- 2017年12月20日：閃電狼宣布打野選手Karsa加盟RNG戰隊[24]。
- 2018年9月15日：閃電狼在LMS夏季冠軍賽以3:0擊敗MAD Team，以LMS賽區第一種子之姿參加2018年世界大賽。
- 2018年10月15日：閃電狼在英雄聯盟2018賽季全球总决赛中以3勝3敗戰績進入與G2的加賽，但於加賽中輸給G2，最後以3勝4敗的戰績，無緣晉級八強。
- 2018年11月11日：閃電狼宣布人事異動，Warhorse、REFRA1N 離隊，Morning由選手轉為教練，MMD退役轉為電狼娛樂全職實況主。[25]
- 2018年12月14日：Sweet、Rather與Bugi加入。[26]
- 2019年12月27日：AFei加入。[27]
- 2019年2月20日：Enso加入。
- 2019年3月31日：閃電狼於春季例行賽排名第二，晉級季後賽。
- 2019年4月20日：閃電狼在LMS春季總冠軍賽以3:0的成績打敗MAD獲得春季總冠軍。
- 2019年5月14日：閃電狼在2019年英雄聯盟季中邀請賽獲得第五名。
- 2019年6月3日：AFei擔任戰略教練。Sweet離隊。
- 2019年7月24日：Bush加入。
- 2019年8月4日：閃電狼於夏季例行賽排名第六，無緣季後賽。
- 2019年9月7日：閃電狼於區域資格賽中以0:3的成績敗給HKA無緣進入2019世界大賽。
- 2019年11月6日：Hanabi、Bugi、Betty、Rather、AFei離隊。
- 2019年12月13日：閃電狼宣布解散英雄聯盟分部[28]。

#### 已離隊或轉任幕後之選手
注意：現況部分可能有時間上的落差，若有出入以當事人實際的狀況為準。
| 位置   | 比賽帳號  | 暱稱                                                          | 本名   | 出生年月日     | 性別 | 國籍     | 入隊期間                                | 現況              |
| 教練   | Steak     | 牛排                                                          | 周律希 | 1992年8月15日  | 男   | 中華民國 | 2014 - 2017                             |                   |
| 教練   | Warhorse  | 戰馬                                                          | 陳如治 | 1991年3月30日  | 男   | 中華民國 | 2014 - 2018                             | WE教練            |
| 教練   | Sweet     |                                                               | 千政熙 | 1985年11月14日 | 男   | 大韓民國 | 2019                                    |                   |
| 教練   | REFRA1N   | 洞洞、東東                                                    | 陳冠廷 | 1993年10月19日 | 男   | 中華民國 | 2014 - 2015（打野） 2017 - 2018（教練） | DCG教練           |
| 教練   | AFei      | 阿飛                                                          | 周政廷 |                | 男   | 中華民國 | 2019                                    |                   |
| 教練   | Morning   | 早晨                                                          | 陳冠廷 | 1995年10月23日 | 男   | 中華民國 | 2017 - 2018（打野） 2018 - 2019（教練） | WCS選手           |
| 分析師 | Fluidwind | 叉燒                                                          | 史益豪 | 1990年2月11日  | 男   | 中華民國 | 2014 - 2016                             |                   |
| 分析師 | Winds     | 大丸                                                          | 陳鵬年 | 1990年10月29日 | 男   | 中華民國 | 2016 - 2017                             | 魔競娛樂實況主    |
| 分析師 | Cyo       | 左二、室友、香腸                                              | 林昕宥 | 1994年11月17日 | 男   | 中華民國 | 2016 - 2017                             | WCS賽評、YouTuber |
| 上路   | Rins      | 假MaRin                                                       | 沈伯儒 | 1994年12月17日 | 男   | 中華民國 | 2015 - 2017                             | 退役              |
| 上路   | MMD       | 咪咪蛋                                                        | 游立宏 | 1994年12月24日 | 男   | 中華民國 | 2014 - 2018                             | 電狼娛樂實況主    |
| 上路   | Hanabi    | 火龍、泰援                                                    | 蘇嘉祥 | 2000年8月12日  | 男   | 中華民國 | 2017 - 2019                             | DCG隊員           |
| 上路   | Bush      |                                                               | 陳銘鴻 | 2000年11月19日 | 男   | 中華民國 | 2019                                    |                   |
| 打野   | Mountain  | 老山                                                          | 薛兆鴻 | 1995年2月22日  | 男   | 中華民國 | 2014                                    | PCS賽評           |
| 打野   | Karsa     | 咖薩、咖哥、雷達哥                                            | 洪浩軒 | 1997年2月14日  | 男   | 中華民國 | 2014 - 2017                             | CFO隊員           |
| 打野   | Moojin    | 木金                                                          | 金武珍 | 1998年4月9日   | 男   | 大韓民國 | 2018                                    | V3隊員            |
| 打野   | Bugi      |                                                               | 李星燁 | 1998年5月21日  | 男   | 大韓民國 | 2019                                    | TSM隊員           |
| 打野   | Enso      |                                                               | 梁恩碩 | 2001年7月18日  | 男   | 中華民國 | 2019                                    | JT隊員            |
| 中路   | Maple     | 楓棠、媽寶                                                    | 黃熠棠 | 1997年10月10日 | 男   | 中華民國 | 2013 - 2018                             | PSG隊員           |
| 中路   | Rather    |                                                               | 申亨燮 | 1996年11月26日 | 男   | 大韓民國 | 2019                                    |                   |
| 下路   | KKramer   | KK、藍染、河馬                                                | 河悰勳 | 1996年3月9日   | 男   | 大韓民國 | 2015 - 2016                             | 退役              |
| 下路   | Breeze    | 微風                                                          | 黃建源 | 1997年9月20日  | 男   | 中華民國 | 2014 - 2016                             | 黎明企鵝隊員      |
| 下路   | NL        | 小仙女、熊灣妹妹 、熊班長、阿能、熊哥哥 、八德阿熊、2015FW ad | 熊汶銨 | 1995年4月2日   | 男   | 中華民國 | 2013 - 2016                             | 退役              |
| 下路   | Atlen     | A冷                                                           | 宋亞倫 |                | 男   | 中華民國 | 2017                                    | IMP隊員           |
| 下路   | Betty     | 宏宏、鱸魚                                                    | 盧禹宏 | 2000年1月16日  | 男   | 中華民國 | 2016 - 2019                             | PSG隊員           |
| 輔助   | SwordArT  | 蛇蛇、傲慢                                                    | 胡碩傑 | 1996年12月21日 | 男   | 中華民國 | 2013 - 2018                             | CFO隊員           |
| 輔助   | ShiauC    | 小C                                                           | 劉家豪 | 1999年7月12日  | 男   | 中華民國 | 2017 - 2019                             |                   |

#### 團隊榮譽

##### 團體部份
- LMS春季聯賽總冠軍：4次（2016—2019）
- LMS夏季聯賽總冠軍：3次（2016—2018）
- IEM英特爾極限大師賽總冠軍：1次（2017）

##### 個人部份
- LMS春季MVP：Maple（2016-17）
- LMS春季最佳新人：Betty（2017）、Moojin（2018）
- LMS夏季MVP：SwordArT（2018）
- LMS夏季最佳新人：Enso（2019）
- LMS春季季後賽MVP：SwordArT（2017）

### 鬥陣特攻(Overwatch)

#### 歷史沿革
- 2017年1月25日：宣布成立《鬥陣特攻》戰隊，並公布三位選手分別為Zonda、Realment及Jongie。[29]
- 2017年2月10日：釋出最終三位選手名單，為Kmomo、S1nkler和Baconjack。[30]
- 2017年12月6日：官方宣布人事異動，Zonda、Realment、S1nkler離隊。[31]
- 2018年1月19日：官方公告正式解散。[32]不久後轉型為《絕地求生》戰隊。[33]

#### 已離隊選手
| 位置    | 遊戲名稱  | 暱稱         | 本名   | 出生年月日或年齡 | 性別 | 國籍     | 過去戰隊                    |
| Coach   | RayGods   |              | 張家華 | 1989年1月20日    | 男   | 中華民國 | 華義Spider                  |
| DPS     | Baconjack | 培根         | 羅子桓 | 1998年2月27日    | 男   | 中華民國 | Stay Frosty(SyF)            |
| DPS     | Nonezz    | 台灣第一忍者 | 廖俊棋 | 1999年10月2日    | 男   | 中華民國 | Machi E-Sports              |
| Flex    | KMoMo     |              | 許貿竣 | 1994年5月12日    | 男   | 中華民國 | Stay Frosty(SyF)            |
| Tank    | Jongie    | 紀囧         | 紀子程 | 2000年6月30日    | 男   | 中華民國 |                             |
| DPS     | Zonda     | 美女、Jonda  | 呂仲達 | 1991年7月1日     | 男   | 中華民國 | ahq.s Overwatch、台北狙擊者 |
| Support | realment  | 31           | 黃柏勳 | 27歲             | 男   | 中華民國 | 台南鳳凰                    |
| Support | S1nkler   | 豪哥         | 李佳豪 | 18歲             | 男   | 中華民國 | Stay Frosty(SyF)            |

#### 團隊榮譽
團隊部分
- 鬥陣特攻太平洋職業錦標賽(Overwatch Pacific Championship, OPC) S1 冠軍、S2 亞軍。
- 全隊入選鬥陣特攻世界盃2017中華台北代表隊，16強。
- 2017鬥陣特攻泛亞太職業超級錦標賽 (APAC Premier) 八強。

個人部分
- OPC S2單季最佳輔助：S1nkler

### 絕地求生(PlayerUnknown's Battlegrounds)

#### 歷史沿革
- 2018年3月7日：宣布成立《絕地求生》戰隊，創始隊員全為閃電狼鬥陣特攻選手。
- 2018年10月：Ray與Baconjack離隊。[34]
- 2019年3月12日：公布PML參賽陣容，教練ELE，選手Iyo、Keres、M1nG、Vance、XiB。[35]
- 2019年5月23日：公布PML Phase2參賽陣容，教練ELE，選手Iyo、Vance、XiB、Keres、CY。[36]

#### 所屬教練與選手
| 位置  | 遊戲名稱  | 暱稱   | 本名   | 出生年月日或年齡 | 性別 | 國籍     |
| Coach | kandinsky | ELE    | 陳嘉亨 |                  | 男   | 中華民國 |
| 箭頭  | Iyo       | 唉呦   | 李羿霆 | 2000年5月21日    | 男   | 中華民國 |
| 箭頭  | Keres     | 香腸   | 楊俊義 | 1996年7月10日    | 男   | 中華民國 |
| 箭頭  | Vance     |        | 吳元均 | 1996年6月20日    | 男   | 中華民國 |
| 箭頭  | XiB       | 吸膠   | 方辰元 | 24歲             | 男   | 中華民國 |
| 指揮  | CY        | Iceman | 邱建強 | 1997年7月17日    | 男   | 中華民國 |

#### 已離隊或轉任幕後之選手
| 位置  | 遊戲名稱  | 暱稱              | 本名   | 出生年月日或年齡 | 性別 | 國籍     |
| Coach | RayGods   |                   | 張家華 | 1989年1月20日    | 男   | 中華民國 |
| 箭頭  | Baconjack | 培根              | 羅子桓 | 1998年2月27日    | 男   | 中華民國 |
| 箭頭  | Nonezz    | 台中第一深情-殺靈 | 廖俊棋 | 1999年10月2日    | 男   | 中華民國 |
| 箭頭  | Notalk    | 渣男              | 邱柏銓 | 1998年11月6日    | 男   | 中華民國 |
| 指揮  | KMoMo     | 甲摸              | 許貿竣 | 1994年5月12日    | 男   | 中華民國 |
|       | M1nG      |                   | 柯志明 | 24歲             | 男   | 中華民國 |

### 爐石戰記(Hearthstone)

#### 歷史沿革
- 2014年9月：成立《爐石戰記》團隊，為國內首支爐石戰記職業隊。
- 2018年1月22日：拿下2017年《爐石戰記》世界巡迴總決賽冠軍。
- 2022年4月11日：宣布TOM60229退役。

#### 歷史成績
- 2015年ASUS ROG夏季賽 - 冠軍
- 2015年ONOG夏季賽 - 冠軍
- 2016年SEA Majors馬來西亞站 - 冠軍
- 2017年HCT世界賽 - 總冠軍
- 2018年全明星賽 - 亞軍
- 2019年大師巡迴賽Las Vegas站 - 季軍
- 2019年大師職業賽亞太區第二季 - 冠軍
- 2020年大師職業賽亞太區第二季 - 亞軍

#### 所屬教練與選手
| 比賽帳號    | 本名   | 出生年月日或年齡 | 性別 | 國籍     | 入隊年度 | 社群平台                                 | 影音平台                                                    |
| FW Tom60229 | 陳威霖 | 1991年3月28日    | 男   | 中華民國 | 2014     | Facebook （页面存档备份，存于）instagram | Youtube （页面存档备份，存于）Twitch （页面存档备份，存于） |

### 英雄聯盟：激鬥峽谷(League of Legends: Wild Rift)

#### 歷史沿革
- 2021年2月19日，正式公布《英雄聯盟：激鬥峽谷》陣容。
- 2021年2月27日，2021《英雄聯盟：激鬥峽谷》春季激鬥爭霸賽-冠軍。
- 2021年3月14日，2021《英雄聯盟：激鬥峽谷》Icon Series 季前賽-冠軍。
- 2021年4月11日，2021《英雄聯盟：激鬥峽谷》東南亞Icon Series 台灣地區夏季賽資格賽壹-冠軍。
- 2021年4月25日，2021《英雄聯盟：激鬥峽谷》東南亞Icon Series 台灣地區夏季賽資格賽貳-冠軍。
- 2021年5月9日，2021《英雄聯盟：激鬥峽谷》東南亞Icon Series 台灣地區夏季賽資格賽參-冠軍。
- 2021年6月13日，2021《英雄聯盟：激鬥峽谷》東南亞Icon Series 台灣地區夏季賽-亞軍。
- 2021年9月5日，2021六都電競 激鬥峽谷 Icon Series 秋季賽 亞軍。
- 2022年2月22日，飛龍路選手FW CALF加入。
- 2022年4月10日，2022 WCS Masters 冠軍。
- 2022年5月8日，2022 WCS FINAL 亞軍。
- 2022年7月2日，2022 Icons 八強。
- 2023年1月12日，宣布選手FW Eason及FW Bruce將從閃電狼畢業[37]。
- 2023年1月31日，正式宣布解散《英雄聯盟：激鬥峽谷》項目的戰隊[38]。

#### 所屬教練與選手
| 位置   | 比賽帳號   | 本名   | 暱稱   | 生日  | 社群帳號                                 | 直播平台                       |
| 教練   | FW Madwolf | 鍾彥宸 | 狼狼   | 12/17 | Facebook （页面存档备份，存于）instagram | Twitch （页面存档备份，存于）  |
| 上路   | FW Ysera   | 汪宗志 | 以色拉 | 3/2   | Facebook （页面存档备份，存于）instagram | Youtube （页面存档备份，存于） |
| 打野   | FW Cookie  | 陳昀尚 | 小餅乾 | 9/22  | Facebook （页面存档备份，存于）instagram | Youtube （页面存档备份，存于） |
| 中路   | FW Lock1ng | 劉作康 | 作康   | 10/19 | Facebookinstagram                        | Twitch （页面存档备份，存于）  |
| 飛龍路 | FW Demon   | 游川毅 | 小惡魔 | 3/27  | Facebook （页面存档备份，存于）instagram | Twitch （页面存档备份，存于）  |
| 飛龍路 | FW CALF    | 楊詠全 | 牛牛   | 12/04 | Facebook （页面存档备份，存于）instagram | Youtube （页面存档备份，存于） |

#### 已離隊之選手
| 位置 | 比賽帳號 | 本名   | 暱稱   | 生日 | 社群帳號                                 | 直播平台                       |
| 中路 | FW Bruce | 邱致鈞 | 布魯斯 | 6/16 | Facebook （页面存档备份，存于）instagram | Youtube （页面存档备份，存于） |
| 輔助 | FW Eason | 尹以伸 | 以伸   | 8/19 | Facebook （页面存档备份，存于）instagram | Twitch （页面存档备份，存于）  |

### 無盡對決

#### 歷史沿革
2018年12月19日，閃電狼宣布在印尼分部成立了無盡對決團隊。

## 註解
1. ↑  但實際上和統一企業集團並無關係。
2. ↑  台中閃電狼:20、高雄海洋星:22
3. ↑  King為在華義SPIDER時期的暱稱。
4. ↑  大書為陳柏村在業餘時期的暱稱，後來改為大咩。
5. ↑  屁屁為呂倉緣的業餘帳號(屁屁)。
6. ↑  曾在電競五年至六年待在橘子星海二軍，電競七年第一季時轉隊至華義SPIDER，電競七年第四季加入yoe閃電狼。
7. ↑  十年為劉彥呈在業餘時期的暱稱。
8. ↑  剛加入當時因為未滿17歲（17歲條款），而不能參加比賽。

## 外部連結
- 閃電狼官網 （页面存档备份，存于）
- 閃電狼的Facebook專頁
- 閃電狼的Instagram帳戶
- 閃電狼的X（前Twitter）
- 閃電狼的新浪微博
- YouTube上的閃電狼頻道
- 閃電狼Tiktok （页面存档备份，存于）
- 閃電狼twitch頻道 （页面存档备份，存于）
- 台灣電子競技聯盟官網
- 隊伍介紹(台灣電子競技聯盟官網)